# آرکانساو (ویسکانسین)
آرکانساو (به انگلیسی: Arkansaw) یک منطقهٔ مسکونی در ایالات متحده آمریکا است که در واترویل واقع شده‌است. آرکانساو ۱٫۸۶ کیلومتر مربع مساحت و ۸۵۷ نفر جمعیت دارد و ۲۲۴٫۹۵ متر بالاتر از سطح دریا واقع شده‌است.